# Síndrome de aspiração de mecônio

Raio-X exibindo a extensão do dano epitelial pulmonar em função da presença de mecônio

A síndrome de aspiração de mecônio (português brasileiro) ou síndrome de aspiração de mecónio (português europeu) (MAS), também conhecida como aspiração meconial é uma condição médica que afeta recém-nascidos. Este problema clínico descreve a fisiopatologia do líquido amniótico corado com mecônio e a presença deste nos pulmões. Desse modo, compreende-se que o mecônio tem um alto índice de gravidade, dependendo de quais condições e complicações se desenvolvem após o parto. Além disso, a fisiopatologia é multifatorial e extremamente complexa, razão pela qual é a principal causa de morbimortalidade em bebês.
A palavra mecônio é derivada da palavra grega mēkōnion que significa suco de papoula do ópio, a qual, na observação de Aristóteles, apresentava efeitos sedativos sobre o feto.
O mecônio é uma substância verde-escura pegajosa que contém secreções gastrointestinais, líquido amniótico, ácidos biliares, bile, sangue, muco, colesterol, secreções pancreáticas, lanugo, vérnix caseoso e detritos celulares. Esta substância se acumula no trato gastrointestinal fetal durante o terceiro trimestre de gestação e é a primeira descarga intestinal liberada nas primeiras 48 horas após o nascimento. Notavelmente, devido ao fato do mecônio e todo o conteúdo do gastro intestinal estarem alocados fora do corpo, seus constituintes são escondidos e normalmente desconhecidos pelo sistema imunológico do feto.
Para que o mecônio dentro do líquido amniótico cause esta síndrome, é necessário que ele entre no sistema respiratório durante o período em que os pulmões estão cheios de líquido para realizar a hematose.

## Causas
Existem diversas teorias sobre a passagem do mecônio para o líquido amniótico que retratam a maturidade fetal e o estresse fetal como resultado de hipoxia ou infecção. Outros fatores que promovem a passagem do mecônio no útero incluem a insuficiência placentária, pré-eclâmpsia, hipertensão gestacional e uso materno de tabaco e cocaína. No entanto, o mecanismo exato da passagem não é completamente compreendido e pode ser uma combinação de vários elementos.